# ماساکی ایماگاوا
ماساکی ایماگاوا (ژاپنی: 今川 正樹؛ زادهٔ ۴ نوامبر ۱۹۹۳) یک بازیکن فوتبال اهل ژاپن است.
از باشگاه‌هایی که در آن بازی کرده‌است می‌توان به باشگاه فوتبال کاماتامار سان‌اوکی اشاره کرد.